# Маслов, Иван Дмитриевич
Иван Дмитриевич Маслов — советский хозяйственный и политический деятель.

## Биография
Родился в 1925 году в деревне Загудаевка. Член КПСС.
Окончил Ульяновский электромеханический техникум.
В 1941—1948 гг. — токарь, техник-технолог, секретарь комитета ВЛКСМ на заводе имени Володарского.
В 1948—1966 гг. — секретарь Володарского райкома ВЛКСМ, первый секретарь Ульяновского горкома ВЛКСМ, секретарь Карсунского райкома КПСС по зоне Беловодской МТС, первый секретарь Ульяновского райкома КПСС.
В 1966—1967 гг. — первый секретарь Ульяновского горкома КПСС.
В 1967—1978 гг. — директор Ульяновского автозавода, генеральный директор производственного объединения «АвтоУАЗ».
В 1978—1979 гг. — председатель Ульяновского областного совета профсоюзов.
Делегат XXIII и XXV съездов КПСС.
Умер в 1979 году в Ульяновске. Похоронен на Северное кладбище Ульяновска.

## Награды
- Орден Ленина
- Орден Октябрьской Революции
- Орден Трудового Красного Знамени
- Орден Знак Почёта